# Schemmerhofen
Schemmerhofen är en kommun i Landkreis Biberach i det tyska förbundslandet Baden-Württemberg. Kommunen består av ortsdelarna (tyska Ortsteile) Schemmerhofen, Alberweiler, Altheim, Aßmannshardt, Ingerkingen och Schemmerberg. Folkmängden uppgår till cirka 8 700 invånare, på en yta av 50,18 kvadratkilometer.

## Befolkningsutveckling
| Befolkningsutvecklingen i Schemmerhofen 1975–2015 | Befolkningsutvecklingen i Schemmerhofen 1975–2015 | Befolkningsutvecklingen i Schemmerhofen 1975–2015 | Befolkningsutvecklingen i Schemmerhofen 1975–2015 | Befolkningsutvecklingen i Schemmerhofen 1975–2015 |
| ------------------------------------------------- | ------------------------------------------------- | ------------------------------------------------- | ------------------------------------------------- | ------------------------------------------------- |
|                                                   |                                                   |                                                   |                                                   |                                                   |
| År                                                |                                                   |                                                   | Folkmängd                                         | Areal (ha)                                        |
| 1975                                              | 1975                                              |                                                   | 5 734                                             | 5 018                                             |
| 1980                                              | 1980                                              |                                                   | 5 924                                             | 5 017                                             |
| 1985                                              | 1985                                              |                                                   | 6 148                                             |                                                   |
| 1990                                              | 1990                                              |                                                   | 6 552                                             |                                                   |
| 1995                                              | 1995                                              |                                                   | 6 848                                             | 5 018                                             |
| 2000                                              | 2000                                              |                                                   | 7 229                                             | 5 021                                             |
| 2005                                              | 2005                                              |                                                   | 7 553                                             |                                                   |
| 2010                                              | 2010                                              |                                                   | 7 741                                             | 5 018                                             |
| 2015                                              | 2015                                              |                                                   | 8 082                                             |                                                   |
|                                                   |                                                   |                                                   |                                                   |                                                   |